# دارين وارد (لاعب كرة قدم)
دارين وارد (بالإنجليزية: Darren Ward) (11 مايو 1974 في المملكة المتحدة - ) هو لاعب كرة قدم بريطاني في مركز حراسة المرمى. شارك مع منتخب ويلز تحت 21 سنة لكرة القدم ومنتخب ويلز لكرة القدم. أما مع النوادي، فقد لعب مع نادي سندرلاند ونوتس كاونتي ونوتينغهام فورست ونورويتش سيتي ووولفرهامبتون واندررز ونادي مانسفيلد تاون.

## وصلات خارجية
- دارين وارد على موقع قاعدة بيانات كرة القدم.إي يو (الإنجليزية)
- دارين وارد على موقع Soccerbase.com (لاعب) (الإنجليزية)
- دارين وارد على موقع عالم كرة القدم.نت (الإنجليزية)